# Interim manager
L'interim manager è una figura professionale qualificata che viene preposta alla direzione generale di un'azienda o comunque allo scopo di ricoprire un ruolo di elevata responsabilità con un mandato a tempo determinato.
Solitamente l'interim manager viene ingaggiato per affrontare una situazione molto specifica, come un periodo di crisi aziendale, un cambio di management, un'acquisizione, una fusione o anche una possibile IPO.
La durata dell'incarico è inizialmente sempre a tempo determinato, ma ciò non preclude la possibilità di stabilizzare tale figura all'interno dell'azienda..